# Miljan Miljanić
Miljan Miljanić (srbskou cyrilicí: Миљан Миљанић; 4. května 1930 Bitola – 13. ledna 2012 Bělehrad) byl severomakedonský fotbalový trenér srbské národnosti. Čtyřikrát vedl jugoslávskou reprezentaci (1965–1966, 1973–1974, 1979–1982, 1992), zúčastnil se s ní dvou vrcholných turnajů - mistrovství světa 1974 a 1982. Uspěl s ní i v kvalifikaci na mistrovství Evropy 1992, ale deset dní před začátkem závěrečného turnaje byla Jugoslávie diskvalifikována kvůli jugoslávské válce. Největších úspěchů ovšem dosáhl na klubové úrovni. S Crvenou Zvezdou Bělehrad (1966–1974) získal čtyři tituly mistra Jugoslávie (1967–68, 1968–69, 1969–70, 1972–73), s Realem Madrid (1974–1977) dva tituly mistra Španělska (1974–75, 1975–76). Roku 1976 byl vyhlášen nejlepším trenérem španělské ligy (v anketě Don Balón). Trénoval též Valencii (1982–1983), v letech 1983–1986 působil v Perském zálivu. V letech 1992–2001 byl prezidentem Srbské fotbalové asociace.